# Wäsersche Gesellschaft
Die Wäsersche Gesellschaft war eine reisende Schauspielertruppe des 18. Jahrhunderts, die von Johann Christian Wäser und Maria Barbara Wäser gegründet wurde.
Bekannte Mitglieder neben den Gründern waren Justina Benda, Carl Heinrich Butenop, Karl Franz Henisch, Theodor Lobe und Karl Friedrich Zimdar.